# Come Fly with Me (film)
Come Fly with Me is een komische film uit 1963, die geregisseerd werd door Henry Levin. Het verhaal gaat over drie stewardessen die zoeken naar knappe, rijke mannen om mee te trouwen. Het is gebaseerd op de door Bernard Glemser geschreven chicklit Girl on the wing uit 1960.
De film is opgenomen met behulp van het Cinemascope-systeem. De opnamen vonden plaats in 1962 in New York, Parijs, Versailles, Wenen en bij het Wörthersee in Oostenrijk. De film ging op 27 maart 1963 in première.

## Verhaal
Drie stewardessen wonen in New York en zijn werkzaam bij een vliegmaatschappij, genaamd Polar Atlantic Airways. De drie werken op een Boeing 707, die regelmatig vluchten maakt tussen New York en Parijs of Wenen. Onderweg ontmoet een van de stewardessen een verarmde Oostenrijkse baron, die diamanten blijkt te smokkelen. Een andere stewardess wordt verliefd op de co-piloot, die zelf vaak in de problemen geraakt door een affaire met een getrouwde vrouw. De derde stewardess wordt versierd door een multimiljonair uit Texas, wiens echtgenote is overleden.

## Rolverdeling
| Acteur             | Personage                |
| ------------------ | ------------------------ |
| Dolores Hart       | Donna Stuart             |
| Hugh O'Brian       | Ray Winsley              |
| Karlheinz Böhm     | Baron Franz Von Elzingen |
| Pamela Tiffin      | Carol Brewster           |
| Karl Malden        | Walter Lucas             |
| Lois Nettleton     | Hilda "Bergie" Bergstrom |
| Dawn Addams        | Katie Rinard             |
| Victor Rietti      | Passagier                |
| John Crawford      | Piloot                   |
| Andrew Cruickshank | Cardwell                 |
| James Dobson       | Teddy Shepard            |
| Robert Easton      | Navigator                |
| Maurice Marsac     | Monsieur Rinard          |
| Lois Maxwell       | Gwen Sandley             |
| Richard Wattis     | Oliver Garson            |
| Guido Wieland      | Weense Politieman        |